# بيتر هاينز
بيتر هاينز (بالإنجليزية: Peter Hynes)‏ هو لاعب اتحاد الرغبي أسترالي، ولد في 18 يوليو 1982 في بريزبان في أستراليا.

## وصلات خارجية
- بيتر هاينز عل موقع إسبنسكروم (الإنجليزية)
- بيتر هاينز على موقع ItsRugby.co.uk (الإنجليزية)
- بيتر هاينز على موقع اتحاد ألعاب الكومنولث (مؤرشف) (الإنجليزية)